# ガボンの大統領
ガボンの大統領（ガボンのだいとうりょう、フランス語: Président de la République gabonaise）は、ガボン共和国における元首たる大統領である。

## 選出
任期は7年間で、再選制限はないが、2024年12月19日に公布された新憲法では再選回数は1回限りという制限が設けられた。大統領は国民の直接選挙で選出される。
比較多数の候補者が当選する。被選挙権は40歳以上の国民で12ヶ月以上国内に居住していなければならない。

## 大統領の一覧
| 代  | 大統領                                                              | 大統領                      | 所属政党                      | 期                      | 在任期間                                  | 在任期間     | 備考                                    |
| --- | ------------------------------------------------------------------- | --------------------------- | ----------------------------- | ----------------------- | ----------------------------------------- | ------------ | --------------------------------------- |
| 01  | レオン・ムバ Léon M'ba                                              |                             | ガボン民主連合                | 1                       | 1960年8月17日 - 1961年                    | 3年 + 184日  |                                         |
| 01  | レオン・ムバ Léon M'ba                                              | 2                           | ガボン民主連合                | 1961年 - 1964年2月17日  | 在任中に解任                              | 3年 + 184日  |                                         |
| 0－ | ダニエル・ンベネ Daniel Mbene                                       |                             | 無所属 （軍人）               | -                       | 1964年2月17日 - 1964年2月18日             | 1日          | 元首代行 （革命委員会）                 |
| 0－ | ヴァレール・エソンヌ Valère Essone                                  |                             | 無所属 （軍人）               | -                       | 1964年2月17日 - 1964年2月18日             | 1日          | 元首代行 （革命委員会）                 |
| 0－ | ジャック・ンオンボ Jacques Mombo                                    |                             | 無所属 （軍人）               | -                       | 1964年2月17日 - 1964年2月18日             | 1日          | 元首代行 （革命委員会）                 |
| 0－ | ダニエル・ンボ・エドゥ Daniel Mbo Edou                              |                             | 無所属 （軍人）               | -                       | 1964年2月17日 - 1964年2月18日             | 1日          | 元首代行 （革命委員会）                 |
| 0－ | ジャン＝イレール・オバメ Jean-Hilaire Aubame                        |                             | 無所属 （軍人）               | -                       | 1964年2月18日 - 1964年2月19日             | 1日          | 元首代行 （臨時政府代表） 在任中に解任  |
| (1) | レオン・ムバ Léon M'ba                                              |                             | ガボン民主連合                | 2                       | 1964年2月19日 - 1967年                    | 3年 + 282日  | 復職                                    |
| (1) | レオン・ムバ Léon M'ba                                              | 3                           | ガボン民主連合                | 1967年 - 1967年11月28日 | 在任中に死去                              | 3年 + 282日  |                                         |
| 0－ | アルベール＝ベルナール・ボンゴ Albert-Bernard Bongo                 | 3                           |                               | ガボン民主連合          | 1967年11月28日 - 1967年12月2日            | 41年 + 188日 | 大統領代行 （副大統領）                 |
| 02  | アルベール＝ベルナール・ボンゴ Albert-Bernard Bongo                 | 4                           | 1967年12月2日 - 1968年3月12日 | ガボン民主連合          |                                           | 41年 + 188日 |                                         |
| 02  | アルベール＝ベルナール・ボンゴ Albert-Bernard Bongo                 | 4                           | ガボン民主党                  | 1968年3月12日 - 1973年  | 党名変更                                  | 41年 + 188日 |                                         |
| 02  | アルベール＝ベルナール・ボンゴ Albert-Bernard Bongo                 | 5                           | ガボン民主党                  | 1973年 - 1973年9月29日  |                                           | 41年 + 188日 |                                         |
| 02  | オマール・ボンゴ・オンディンバ Omar Bongo Ondimba                   | 5                           | ガボン民主党                  | 1973年9月29日 - 1979年  | 改名                                      | 41年 + 188日 |                                         |
| 02  | オマール・ボンゴ・オンディンバ Omar Bongo Ondimba                   | 6                           | ガボン民主党                  | 1979年 - 1986年         |                                           | 41年 + 188日 |                                         |
| 02  | オマール・ボンゴ・オンディンバ Omar Bongo Ondimba                   | 7                           | ガボン民主党                  | 1986年 - 1993年         |                                           | 41年 + 188日 |                                         |
| 02  | オマール・ボンゴ・オンディンバ Omar Bongo Ondimba                   | 8                           | ガボン民主党                  | 1993年 - 1998年         |                                           | 41年 + 188日 |                                         |
| 02  | オマール・ボンゴ・オンディンバ Omar Bongo Ondimba                   | 9                           | ガボン民主党                  | 1998年 - 2003年11月15日 |                                           | 41年 + 188日 |                                         |
| 02  | エル・ハジ・オマル・ボンゴ・オンディンバ El Hadj Omar Bongo Ondimba | 9                           | ガボン民主党                  | 2003年11月15日 - 2005年 | 改名                                      | 41年 + 188日 |                                         |
| 02  | エル・ハジ・オマル・ボンゴ・オンディンバ El Hadj Omar Bongo Ondimba | 10                          | ガボン民主党                  | 2005年 - 2009年6月8日   | 在任中に死去                              | 41年 + 188日 |                                         |
| 0－ | ディジョブ・ディヴンギ・ディ・ンディング Didjob Divungi Di Ndinge   | 10                          |                               | 民主共和同盟            | 2009年5月6日 - 2009年6月8日               | 33日         | 大統領代行 （副大統領）                 |
| 0-  | ローズ・フランシーヌ・ロゴンベ Rose Francine Rogombé                | 10                          |                               | ガボン民主党            | 2009年6月10日 - 2009年10月16日            | 128日        | 暫定大統領 （上院議長）                 |
| 03  | アリー・ボンゴ・オンディンバ Ali-Ben Bongo Ondimba                  |                             | ガボン民主党                  | 11                      | 2009年10月16日 - 2016年                   | 13年 + 318日 |                                         |
| 03  | アリー・ボンゴ・オンディンバ Ali-Ben Bongo Ondimba                  | 12                          | ガボン民主党                  | 2016年 - 2023年8月30日  | 在任中に解任                              | 13年 + 318日 |                                         |
| 0－ | ブリス・クロテール・オリギ・ンゲマ Brice Clotaire Oligui Nguema     |                             | 無所属 （軍人）               | -                       | 2023年8月30日 - 2023年9月4日              | 1年 + 252日  | 元首代行 （制度移行・回復委員会委員長） |
| 0－ | ブリス・クロテール・オリギ・ンゲマ Brice Clotaire Oligui Nguema     | 2023年9月4日 - 2025年5月3日 | 無所属 （軍人）               | -                       | 暫定大統領 （制度移行・回復委員会委員長） | 1年 + 252日  |                                         |
| 04  | ブリス・クロテール・オリギ・ンゲマ Brice Clotaire Oligui Nguema     | 13                          | 無所属 （軍人）               | 2025年5月3日 - （現職） |                                           | 1年 + 252日  |                                         |